# Parafia Narodzenia św. Jana Chrzciciela w Tychach
Parafia Narodzenia św. Jana Chrzciciela – rzymskokatolicka parafia znajdująca się w Tychach, w dzielnicy Cielmice. Parafia należy do dekanatu Tychy Nowe w archidiecezji katowickiej.

## Rys historyczny
W XV wieku Cielmice należały do parafii lędzińskiej, a od czasu reformacji aż do maja 1946 r. przydzielone były do Bierunia. Cielmiczanie mieli godzinę drogi do parafii w Bieruniu Starym, dlatego zaczęli starać się o własny kościół. W ten sposób utworzyła się placówka duszpasterska w Cielmicach, którą opiekował się paprocański kuratus  ks. Paweł Wyciślik. Oba tymczasowe kościoły były równo uprawnionymi kuracjami. Jan Korbel ofiarował parcele pod budowę tymczasowego kościoła, w Cielmicach. ks. Paweł Wyciślik – ówczesny kuratus w Paprocanach  – bez zgody władz państwowych zaadaptował barak na kaplicę prawdopodobnie już w 1945 r. Budowę kościoła rozpoczęli Cielmiczanie 24 sierpnia 1945 r. i własnym kosztem zakończyli ją pod koniec roku. 1 stycznia 1946 r. bp Stanisław Adamski poświęcił kościół. Pierwszy kościół był drewnianym barakiem a za jego utrzymanie odpowiedzialni byli parafianie z Cielmic. 1 września 1961 r. rozpoczął się nowy rozdział w duszpasterstwie Cielmic; kuria katowicka wysłała duszpasterza przeznaczonego specjalnie dla Cielmic. Dotychczasowy kościół groził zawaleniem, dlatego wiosną 1966 r. rozebrano go i przystąpiono do budowy murowanej świątyni. 21 lutego 1971 r. poświęcono nowy murowany kościół. Mieszkańcy wybudowali również salki katechetyczne, ogrodzili cmentarz, plac kościelny wyłożyli płytkami oraz wykonali drogę dojazdową do probostwa. 10 kwietnia 1977 r. została erygowana parafia w Cielmicach, wydzielona z parafii Paprocany.

## Najcenniejsze obiekty architektury sakralnej
- Kapliczka św. Jana Nepomucena;
- Kapliczka św. Tekli z 1918 r.;
- Kapliczka Najświętszej Maryi Panny Niepokalanej;
- Krzyże kamienne z lat: 1815, 1816, 1819, 1849;
- Drewniany krzyż na rozstaju dróg w lesie;
- Figura św. Jana Chrzciciela z XIX w. w bocznej nawie kościoła;
- XIX-wieczne organy na chórze kościoła

## Proboszczowie
- ks. Paweł Wyciślik (1946–1948)
- ks. Robert Szynawa (1948–1953)
- ks. Antoni Franielczyk (1953–1954)
- ks. Stanisław Czerwionka (1954–1961)
- ks. Antoni Kurpas (1961–1982)
- ks. Jan Dłucik (1982–1993)
- ks. Jan Burek (1993–2004)
- ks. Piotr Wojszczyk (od 2004)